# Elisa Silva (cantante)
Maria Elisa Silva, nota semplicemente come Elisa (Ponta do Sol, 7 maggio 1999), è una cantante portoghese.
Avrebbe dovuto rappresentare il Portogallo all'Eurovision Song Contest 2020 con il brano Medo de sentir, ma in seguito alla pandemia di COVID-19, l'evento è stato cancellato.

## Biografia
Nata nell'arcipelago di Madera, ha iniziato ad esibirsi sin da bambina a concorsi e festival musicali dell'isola. Lasciata l'isola, ha iniziato a studiare per il diploma di cantautorato all'Escola Superior de Música di Lisbona.
Nel 2015 ha preso parte alla quinta edizione di Ídolos, la versione portoghese del format Idols. È riuscita a superare le audizioni, ma è stata eliminata prima di accedere alle fasi live del programma.
Nel 2020 Elisa ha partecipato al Festival da Canção, il processo di selezione eurovisiva portoghese con il brano Medo de sentir. Dopo aver superato le semifinali ha avuto accesso alla finale, nella quale è stata proclamata vincitrice, diventando di diritto la rappresentante nazionale all'Eurovision Song Contest 2020 a Rotterdam, nei Paesi Bassi. In seguito all'annullamento dell'evento due mesi prima a causa della pandemia di COVID-19, Elisa non è stata riconfermata come rappresentante portoghese per l'edizione del 2021, tuttavia le è stata offerta la possibilità di presentare i voti della giuria portoghese durante la serata finale dell'evento.

## Discografia

### Album in studio
- 2021 – No meu canto

### Singoli
- 2020 – Medo de sentir
- 2020 – Coração
- 2021 – Na ilha
- 2021 – Este meu jeito
- 2021 – Se não me amas